# Corazon Aquino
Maria Corazon Sumulong „Cory” Cojuangco Aquino (ur. 25 stycznia 1933 w Tarlac, zm. 1 sierpnia 2009 w Makati) – filipińska polityczka, prezydent Filipin w latach 1986–1992. Była pierwszą kobietą piastującą stanowisko prezydenta w historii Azji.

## Życiorys
Corazon była żoną działacza opozycji, senatora Benigno Aquino, który walczył z dyktaturą Ferdinanda Marcosa.
Kiedy po powrocie z wygnania 21 sierpnia 1983 Benigno Aquino został zamordowany na lotnisku, Corazon Aquino zaangażowała się w walkę polityczną z reżimem Marcosa. Została przywódczynią koalicji Laban, a następnie w lutym 1986 wygrała wybory prezydenckie przeciw Marcosowi. Początkowo zarówno ona, jak i Marcos ogłosili zwycięstwo w wyborach – na skutek demonstracji społeczeństwa Marcos został jednak zmuszony do ucieczki z kraju.
W 1987 Aquino doprowadziła do wprowadzenia nowej, demokratycznej konstytucji. Urząd prezydenta sprawowała do 30 czerwca 1992, kiedy to zastąpił ją na tym stanowisku generał Fidel Ramos.
Corazon Aquino została wybrana Człowiekiem Roku 1986 przez magazyn „Time”.